# 2Cal
Two California Plaza (à esquerda) e o One California Plaza (à direita)
2Cal, antes chamado de Two California Plaza, é um arranha-céu, actualmente é o 152º arranha-céu mais alto do mundo, com 229 metros (750 ft). Edificado na cidade de Los Angeles na Califórnia, Estados Unidos, foi concluído em 1992 com 52 andares.